# Kepler-12b
Kepler-12b é um Júpiter quente, descoberto pelo Telescópio Espacial Kepler, em 2011. Ao tempo da sua descoberta, o raio do planeta, anomalamente elevado, não correspondia com os modelos astronómicos existentes.